# Opius dakarensis
Opius dakarensis är en stekelart som beskrevs av Fischer 2005. Opius dakarensis ingår i släktet Opius och familjen bracksteklar. Inga underarter finns listade i Catalogue of Life.